# Astropecten minadensis
Astropecten minadensis är en sjöstjärneart som beskrevs av Doderlein 1917. Astropecten minadensis ingår i släktet Astropecten och familjen kamsjöstjärnor. Inga underarter finns listade i Catalogue of Life.